# Julian Fontana
Julian (hay Jules) Fontana (31 tháng 7, 1810 – 24 tháng 12, 1869) là một nghệ sĩ dương cầm, nhà soạn nhạc, luật sư, tác giả và biên dịch viên người Ba Lan, đồng thời cũng là một người bạn của nhạc sĩ Frédéric Chopin.

## Tiểu sử
Julian Fontana được sinh ngày 31 tháng 7 năm 1810 tại Kraków hoặc Warszawa, Công quốc Warszawa. Ông đến từ một gia đình gốc Ý với nghề kiến trúc sư. Cha của Julian là Jan Fontana, còn mẹ là Julia Fontana (née Petzold). Từ năm 1828 ông theo học luật tại Đại học Warszawa và nhạc dưới Józef Elsner. Sau Cuộc nổi dậy tháng 11, Fontana rời Warszawa đến Hamburg trước khi đến Paris vào năm 1832.
Trong cuộc đời của ông, Fontana sống lang thang. Các nơi ông đến bao gồm, Anh (1832/33–35), Paris (1835–44), Cuba và Hoa Kỳ (1844–51) và cuối cùng ông về lại Paris (1851–1869).
Julian Fontana và Frédéric Chopin là bạn thân của nhau. Fontana là thư ký và cũng là người chép lại bản nhạc của ông. Hai bài Polonaise Op. 40 được Chopin dành tặng cho người thư ký của mình.
Mùa xuân năm 1844, Fontana đến Cuba và sống ở La Habana. Ông là người đầu tiên giới thiệu tác phẩm của Chopin cho người Cuba. Ở Hoa Kỳ, Fontana và một người phụ nữ tên Camilla Dalcour Tennant đã kết hôn với nhau. Năm 1855, người vợ của ông mất. Sau đó, Fontana đến Cuba để giành thừa kế cho khối tài sản của vợ nhưng không thành. Cho đến năm 1859, ông đã xuất bản những tác phẩm chưa được xuất bản của Chopin dưới số opus từ 66 đến 74 với sự đồng ý của gia đình người soạn nhạc.
Đầu những năm 1860, ông dần bị điếc và chuyển sang văn học. Fontana xuất bản một số bài viết của mình, đồng thời ông cũng dịch cuốn tiểu thuyết Don Quijote của Miguel de Cervantes sang tiếng Ba Lan, nhưng bản thảo chưa được xuất bản đã bị phá hủy trong một cuộc hỏa hoạn. Sau đó, người tác giả đã viết một số tiểu luận như: Một số nhận xét về chính tả tiếng Ba Lan (Kilka uwag nad pisownią polską), Thiên văn học dân gian (Astronomia ludowa).
Năm 1869, Fontana tự tử bằng cách hít khí carbon monoxide lúc 59 tuổi. Ông được chôn cất tại Nghĩa trang Montmartre. Trước khi chết, ông đã sắp đặt cho con của ông được chăm sóc bởi gia đình của người vợ tại Anh.

## Tác phẩm
Theo Magdalena Oliferko-Storck, nhạc do Julian Fontana có sự ảnh hưởng từ Chopin. Đặc biệt trong bài fantasia La Havanne, Op. 10, ông là một trong những nhà soạn nhạc người Châu Âu đầu tiên để cho các yếu tố của nhạc dân gian Cuba và Tây Ban Nha vào tác phẩm của mình. Fontana làm vậy sớm hơn những nhạc sĩ khác, như Franz Liszt, người viết ra Rhapsody Tây Ban Nha 18 năm sau.